# Versus the World
Versus the World is het vierde album van de Zweedse metalband Amon Amarth. Het album werd uitgebracht op 18 november 2002 door Metal Blade Records.

## Nummers
1. Death in Fire - 4:54
2. For the Stab Wounds in Our Backs - 4:56
3. Where Silent Gods Stand Guard - 5:46
4. Versus the World - 5:21
5. Across the Rainbow Bridge - 4:50
6. Down the Slopes of Death - 4:08
7. Thousand Years of Oppression - 5:41
8. Bloodshed - 5:13
9. ... And Soon the World Will Cease to Be - 6:56